# 旅 (雑誌)
旅（たび）は、1924年から2012年まで日本で発行されていた旅行雑誌である。
1924年から1943年まで日本旅行文化協会から、1946年から2003年まで日本交通公社→JTB（現在のJTBパブリッシング）から、2004年から2012年まで新潮社から刊行された。日本の旅行情報誌として最古の歴史を持つ雑誌であった。

## 日本旅行文化協会時代
1922年に設立された、JTBの前身の日本旅行文化協会が、1924年4月より機関紙として刊行したのが「旅」の創始である。この頃は、鉄道の創始から50年がたち、観光旅行などが定着しつつあったが、関東大震災後の不況で陰りが見え始めていた。
その後、太平洋戦争中には「旅行指導雑誌」という副題が付けられて、国策輸送に協力する事を求める記事が掲載されたが、1943年8月に休刊とされた。

## 日本交通公社・JTB時代
1946年11月に日本交通公社から復刊。1957年には社会派推理小説のさきがけとなる松本清張の『点と線』を連載する。
日本交通公社・JTBから出版されていた時代には、多くの著名作家が紀行文を掲載した。鉄道紀行分野では宮脇俊三も多く執筆し、JTBが主催した宮脇が同行するヨーロッパ鉄道旅行が企画されその旅行記が誌上に掲載されることもあった。賀曽利隆はオートバイによる日本・世界旅行や、各駅停車の列車と温泉を組み合わせた紀行文などを多数執筆した。その他、作家関川夏央、エッセイスト岸本葉子などによる紀行、多くの俳優・女優・作家などによるコラム、写真などが掲載された。
鉄道を使った旅行に関する記事が多く、特に鉄道関係の雑誌・書籍が少なかった1960年代は鉄道ファンからも重宝された。国内の公共交通を多く取り上げた様々な企画は熱心な旅好きにも評価が高かった。
1960年代以降断続的に、パイオニア旅行記賞、日本旅行記賞、紀行文学賞が募集、選定された。
1970年代の大阪万博・沖縄海洋博の際も特集を多方面に渡って組み万国博ガイドとしての役割を果たした。
2003年をもって休刊、新潮社へ発行元が譲渡された。
なお、「旅」の編集・発行権を新潮社に譲渡したJTB→JTBパブリッシングは、2004年から国内旅行情報の掲載誌を「るるぶじゃぱん」に一本化したが、「るるぶじゃぱん」も2006年10月号（101号）をもって休刊している。

## 新潮社時代
2004年より新潮社がJTBから引き継ぎ刊行された。2004年5月号、通巻925号は「創刊80周年記念号」と銘打たれた。
当初は、サイズがB5→A4に拡大された以外は基本的にJTB時代のスタイルを踏襲していたが、2005年頃にそれまでの一般向けから女性向けにコンセプトが変更された。

## 休刊へ
新潮社へ引き継がれた後も発行部数は落ち込みを続け、2011年11月22日、新潮社は『旅』を2012年1月20日発売の3月号（通巻1002号）をもって休刊とすることを発表した。